# All the Rockers
All the Rockers è un album di raccolta del gruppo rock canadese April Wine, pubblicato nel 1987.

## Tracce
Tutte le tracce sono di Myles Goodwyn eccetto dove indicato.
1. Anything You Want, You Got It – 4:42
2. I Like to Rock – 4:30
3. Roller – 4:17
4. All Over Town – 2:55
5. Hot on the Wheels of Love (Goodwyn, Steve Lang) – 3:11
6. Tonite – 4:11
7. Future Tense – 4:08
8. 21st Century Schizoid Man (Robert Fripp, Michael Giles, Greg Lake, Ian McDonald, Peter Sinfield) – 6:24
9. Crash and Burn – 2:32
10. Oowatanite (Jim Clench) – 3:50
11. Don't Push Me Around – 3:14
12. Get Ready for Love – 4:14
13. Tellin' Me Lies – 3:01
14. Blood Money – 5:22
15. Gimme Love (M. Goodwyn, Hovaness "Johnny" Hagopian) – 3:58
16. Weeping Widow (Robert Wright, AKA. Art La King) – 3:53
17. Victim for Your Love – 4:17